# Aequidens
Aequidens är ett släkte fiskar i familjen ciklider som förekommer naturligt i Sydamerika och Västindien, samt som introducerad art i Australien och Indonesien. Släktet är under taxonomisk omarbetning och än så länge att betrakta som polyfyletiskt. Fiskarna i släktet blir som vuxna mellan 5,6 och 20 centimeter långa, beroende på art. Flera av arterna är vanliga som akvariefiskar.

## Biotoper
Alla arterna återfinns våtmarker, bäckar och lugna floder med i de flesta fall mjukt, surt vatten.

## Föda
Samtliga Aequidens är allätare ("omnivora"). Tyngdpunkten ligger på animalisk föda såsom maskar, små kräftdjur, insekter och småfisk, men de äter också vegetabilier i form av alger och olika vattenväxter.

## Fortplantning
Alla Aequidens lever samman i monogama par som håller ett revir, och leker på plana, vanligtvis horisontella ytor, ofta en flat sten eller rot. I undantagsfall händer det att de istället lägger sin rom i grunda grottor, men det är sällsynt. Före leken putsas underlaget noga av båda föräldradjuren, för att skapa en så god miljö för äggen som möjligt. Honan lägger i allmänhet 50–300 ägg på leksubstratet, några i taget, varefter hanen befruktar rommen. Äggen kläcks efter 3–8 dygn, beroende på art och vattnets temperatur. Ynglen simmar fritt 5–10 dygn efter kläckningen. Båda föräldrarna vaktar såväl äggen som de kläckta ynglen, och attackerar alla andra fiskar eller andra hot som kanske kommer för nära och kan utgöra ett hot mot avkomman.

## Lista över arter
Släktet omfattar 22 arter:
- Aequidens biseriatus (Regan, 1913) – blir 8 cm lång, förekommer i Colombia.[6]
- Aequidens chimantanus Inger, 1956 – blir 10,2 cm lång, förekommer i Venezuela.[7]
- Aequidens coeruleopunctatus (Kner, 1863) – blir 14,5 cm lång, förekommer i Costa Rica och Panama.[8]
- Aequidens diadema (Heckel, 1840) – diademciklid, blir 11,8 cm lång, förekommer i Brasilien, Colombia och Venezuela.[9]
- Aequidens epae Kullander, 1995 – blir 11,3 cm lång, förekommer i Brasilien.[10]
- Aequidens gerciliae Kullander, 1995 – blir 12,8 cm lång, förekommer i Brasilien och Peru.[11]
- Aequidens hoehnei (Miranda-Ribeiro, 1918) – blir 5,6 cm lång, förekommer i Brasilien.[12]
- Aequidens latifrons (Steindachner, 1878) – blir 17 cm lång, förekommer i Colombia och som introducerad art i Indonesien.[3]
- Aequidens mauesanus Kullander, 1997 – blir 13,4 cm lång, förekommer i Brasilien.[13]
- Aequidens metae Eigenmann, 1922 – blir 12,5 cm lång, förekommer i Colombia.[14]
- Aequidens michaeli Kullander, 1995 – blir 20 cm lång, förekommer i Brasilien.[15]
- Aequidens pallidus (Heckel, 1840) – blir 14,3 cm lång, förekommer i Brasilien.[16]
- Aequidens paloemeuensis Kullander & Nijssen, 1989 – blir 9,5 cm lång, förekommer i Surinam.[17]
- Aequidens patricki Kullander, 1984 – blir 11,6 cm lång, förekommer i Peru.[18]
- Aequidens plagiozonatus Kullander, 1984 – blir 10,3 cm lång, förekommer i Brasilien.[19]
- Aequidens potaroensis Eigenmann, 1912 – blir 10 cm lång, förekommer i Guyana.[20]
- Aequidens pulcher (Gill, 1858) – blå ciklid, blir 10 cm lång, förekommer i Colombia, Trinidad och Tobago och Venezuela, samt som introducerad art i Australien och Indonesien.[2]
- Aequidens rivulatus (Günther, 1860) – guldsömciklid, blir 20 cm lång, förekommer i Ecuador och Peru.[21]
- Aequidens rondoni (Miranda-Ribeiro, 1918) – blir 9,7 cm lång, förekommer i Brasilien.[22]
- Aequidens tetramerus (Heckel, 1840) – sadelciklid, blir 16,2 cm lång, förekommer i Bolivia, Brasilien, Colombia, Franska Guyana, Guyana, Peru, Surinam och Venezuela.[23]
- Aequidens tubicen Kullander & Ferreira, 1991 – blir 11,6 cm lång, förekommer i Brasilien.[24]
- Aequidens viridis (Heckel, 1840) – blir 16,5 cm lång, förekommer i Bolivia och Brasilien.[25]